# Tamba lahera
Tamba lahera är en fjärilsart som beskrevs av Swinhoe 1897. Tamba lahera ingår i släktet Tamba och familjen nattflyn. Inga underarter finns listade i Catalogue of Life.